# Herbert Menges
Siegfried Frederick Herbert Menges (Hove, 27 agosto 1902 – Londra, 20 febbraio 1972) è stato un direttore d'orchestra e compositore britannico, che scrisse le musiche di scena per tutte le opere di Shakespeare.

## Biografia
Siegfried Frederick Herbert Menges nacque a Hove il 27 agosto 1902.
Suo padre era tedesco e sua madre britannica. Sua sorella maggiore era la violinista Isolde Menges. Herbert apparve in pubblico come violinista all'età di quattro anni. In seguito abbandonò il violino per il pianoforte e studiò al Royal College of Music con Gustav Holst e Ralph Vaughan Williams. Tra gli altri insegnanti c'erano Mathilde Verne e Arthur De Greef.
La madre di Menges, Kate, fondò i Brighton Symphony Players nel 1925 e il primo concerto fu dato nel municipio di Hove il 18 maggio 1925, diretto da Herbert Menges. Dopo alcuni anni gli orchestrali si sono evoluti nella Brighton Philharmonic Society, precursore della Southern Philharmonic Orchestra, un gruppo di professionisti con sede a Brighton dal 1945, che teneva anche concerti regolari a Portsmouth e Hastings. Menges era un vigoroso difensore delle orchestre professionali regionali. Rimase il direttore musicale dell'orchestra per i rimanenti 47 anni della sua vita, durante i quali divenne la Brighton Philharmonic Orchestra nel 1958 e diresse l'orchestra 326 volte. Diresse le anteprime di un certo numero di opere di compositori inglesi contemporanei.
Nel 1931 divenne direttore musicale dell'Old Vic Theatre, in cui scrisse (o arrangiò da compositori come Henry Purcell)) le musiche di scena per tutte le opere di William Shakespeare e numerose opere di altri scrittori. Notevole tra questi fu la sua musica per una produzione del 1949 di Love's Labour's Lost. Fu associato alle produzioni di John Gielgud dal 1933 in poi. Il suo assistente lì per tre anni fu John Cook. Rimase con l'Old Vic fino al 1950. Dal 1941 al 1944, al fianco di Lawrance Collingwood, diresse gli spettacoli a Londra e in Gran Bretagna per le opere con l'orchestra del Sadler's Wells Theatre, prima di tornare all'Old Vic quando si trasferì al New Theatre. Fece una tournée con Laurence Olivier e Ralph Richardson a Parigi, in Germania, nei Paesi Bassi e a New York, dove diresse anche la CBS Symphony Orchestra.
Diventò anche direttore musicale del Royalty Theatre di Londra. Nel 1931 fondò la London Rehearsal Orchestra, il cui scopo era quello di aiutare i giovani musicisti a imparare pezzi difficili.
Nel 1951 scrisse la musica per la produzione a Broadway di Antonio e Cleopatra di Shakespeare con Laurence Olivier-Vivien Leigh. Nello stesso anno Malcolm Arnold dedicò la sua A Sussex Overture, op. 31, a Herbert Menges e alla Brighton Philharmonic Society.
Riteneva di avevare una forte affinità con Bach e diresse i classici e i compositori viennesi come Verdi e Čajkovskij con moderazione, mentre i suoi Brahms e Dvorak sono più caldi nelle sue interpretazioni. La sua tecnica di prova e di direzione è stata elogiata per la loro economia e spesso faceva a meno della bacchetta nei passaggi più espressivi. Un critico successivo, discutendo le sue registrazioni, elogiò l'acutezza ritmica, il superbo equilibrio interno nell'orchestra e la precisione dell'attacco che aveva raggiunto, confrontando il suo approccio con Paray e Monteux.
Ha avuto impegni con la Royal Philharmonic Orchestra, la Liverpool Philharmonic Orchestra e la BBC Symphony Orchestra. Divenne direttore della musica al Chichester Festival Theatre dal 1962.
Herbert Menges fu nominato Ufficiale dell'Ordine dell'Impero Britannico nel 1963. Morì il 20 febbraio 1972 a Londra, all'età di 69 anni. Il suo nome ora appare come omaggio su alcuni autobus di Brighton e Hove.
Molte delle sue lettere e spartiti sono conservati presso la McMaster University Library, a Hamilton, nell'Ontario, in Canada.
Si era sposato nel 1935 con Evelyn Stiebel e aveva tre figli, Nicholas, Christopher (un cineasta vincitore di un Oscar) e Susannah.

## Registrazioni
Herbert Menges ha fatto un certo numero di registrazioni, quasi tutte di lavori concertistici:
- Ludwig van Beethoven: Concerti per pianoforte n. 1-5, Philharmonia Orchestra, Solomon Cutner[2]
- Johannes Brahms, Concerto per violino e orchestra, London Symphony Orchestra, Joseph Szigeti[14]
- Britten, Concerto per pianoforte, Jacques Abram, Philharmonia Orchestra, registrato ad Abbey Rd, 25 gennaio 1956[11]
- Edvard Grieg, Concerto per pianoforte e orchestra, Moura Lympany
- Grieg: Concerto per pianoforte in La minore, Philharmonia Orchestra, Solomon
- Wolfgang Amadeus Mozart: Concerti per pianoforte nn. 23 e 24, Philharmonia Orchestra, Solomon[15][16]
- Sergei Prokofiev, Concerto per pianoforte e orchestra, Philharmonia Orchestra, Shura Cherkassky[17]
- Prokofiev, Concerto per violino n. 1, London Symphony Orchestra, Joseph Szigeti[18]
- Sergei Rachmaninoff, Rhapsodia su un tema di Paganini, Shura Cherkassky[19]
- Alan Rawsthorne, Concerto per pianoforte n. 1, Philharmonia Orchestra, Moura Lympany[20]
- Edmund Rubbra, Concerto per pianoforte in Sol, Op. 55, Philharmonia Orchestra, Jacques Abram
- Robert Schumann: Concerto per pianoforte e orchestra, Philharmonia Orchestra, Solomon[20]
- Dmitri Shostakovich, Concerto n. 1 per pianoforte e tromba (per pianoforte, tromba ed archi), Philharmonia Orchestra, Shura Cherkassky[17]
- Pyotr Ilyich Tchaikovsky: Concerto per pianoforte e orchestra n. 1, London Symphony Orchestra, Byron Janis[20]
- Tchaikovsky: Variazioni su un tema rococò, Philharmonia Orchestra, Paul Tortelier[20]
- Ralph Vaughan Williams: The Wasps, overture, London Symphony Orchestra[20]
- Peter Warlock, Capriol Suite, Philharmonia Orchestra (His Master's Voice – 7EP 7063)
- Herbert Menges: Suite of incidental Music to the play 'Richard of Bordeaux' (1932) eseguito da un settetto strumentale diretto da Menges con Gwen Ffrangcon-Davies (soprano) Decca K 727 (solo lato 1).